# Otiophora rupicola
Otiophora rupicola är en måreväxtart som beskrevs av Bernard Verdcourt. Otiophora rupicola ingår i släktet Otiophora och familjen måreväxter.
Artens utbredningsområde är Burundi. Inga underarter finns listade i Catalogue of Life.